# 2.ª División (Ejército Popular de la República)
La 2.ª División fue una de las divisiones del Ejército Popular de la República que se organizaron durante la guerra civil española sobre la base de las Brigadas Mixtas. Estuvo desplegada en el frente de la Sierra de Guadarrama.

## Historial
La división fue creada el 31 de diciembre de 1936, en el seno del I Cuerpo de Ejército, a partir de las fuerzas milicianas que guarnecían la Sierra de Guadarrama. La 2.ª División tuvo un papel relevante durante la ofensiva de Segovia, al mando del teniente coronel Luis Barceló, realizando sus unidades un ataque de distracción sobre el Alto del León.
Durante el resto de la contienda no participó en operaciones militares de relevancia.

## Mandos
Comandantes
- teniente coronel de ingenieros Domingo Moriones;[2]
- coronel de Infantería Enrique Navarro Abuja;[3]
- teniente coronel de infantería Luis Barceló Jover;[4]
- mayor de milicias José Suárez Montero;[5]
- mayor de milicias Casto Losada Quiroga;

Comisarios
- José Delgado Prieto, del PSOE;[5]

Jefes de Estado Mayor
- capitán de ingenieros Juan Manzano Porqueres;

## Orden de batalla
| Fecha             | Cuerpo de Ejército adscrito | Brigadas Mixtas integradas | Frente de batalla |
| ----------------- | --------------------------- | -------------------------- | ----------------- |
| Diciembre de 1936 | I Cuerpo de Ejército        | 29.ª, 30.ª y 31.ª          | Centro            |
| Diciembre de 1937 | I Cuerpo de Ejército        | 29.ª, 30.ª y 31.ª          | Centro            |
| Abril de 1938     | I Cuerpo de Ejército        | 29.ª, 30.ª y 34.ª          | Centro            |